# FFA Cup (2015)
FFA Cup 2015 – druga edycja, australijskiego krajowego pucharu piłkarskiego FFA Cup.
W rywalizacji wzięło udział łącznie 648 drużyn z całego kraju. Drużyny z A-League oraz mistrz National Premier Leagues (NPL; North Eastern MetroStars SC) rozpoczęły turniej od rundy głównej (1/16 finału) razem z 21 drużynami, które uzyskały awans z rundy kwalifikacyjnej. Runda główna FFA Cup rozpoczęła się 29 lipca, zakończyła się 7 listopada 2015. Zwycięzcą rozgrywek FFA Cup została drużyna Melbourne Victory FC, która pokonała w finale drużynę Perth Glory FC.
Sponsorem tytularnym rozgrywek było przedsiębiorstwo Westfield Group, w związku z czym obowiązywała nazwa marketingowa Westfield FFA Cup.

## Format rozgrywek
Turniej FFA Cup został podzielony na dwa główne etapy: rundę kwalifikacyjną i rundę główną. W rundzie kwalifikacyjnej brały udział zespoły, które występowały w National Premier Leagues oraz w niższych ligach stanowych. Awans do rundy głównej uzyskały 21 drużyny i łącznie z drużynami z A-League oraz mistrzem National Premier Leagues (zapewniony start od 1/16 finału) wystąpiło od tego etapu rozgrywek 32 drużyny.
Poszczególnym federacją stanowym przypadła określona liczba miejsc w rundzie głównej:
- Football NSW (Nowa Południowa Walia): 5 drużyn;
- Football Federation Victoria (Wiktoria): 4 drużyny;
- Football Queensland (Queensland): 4 drużyny;
- Football West (Australia Zachodnia): 2 drużyny;
- Northern NSW Football (północna część Nowej Południowej Walii): 2 drużyny;
- Football Federation South Australia (Australia Południowa): 1 drużyna;
- Football Federation Tasmania (Tasmania): 1 drużyna;
- Capital Football (Australijskie Terytorium Stołeczne): 1 drużyna;
- Football Federation Northern Territory (Terytorium Północne): 1 drużyna.

Liczba miejsc została ustalona na podstawie liczby zarejestrowanych piłkarzy w danej federacji.
Od 1/16 finału uczestnicy turnieju zostali podzieleni na 3 koszyk: koszyk A (4 kluby z A-League, które awansowały do półfinału w serii finałowej w poprzednim sezonie), koszyk B (6 klubów z A-League, które nie zakwalifikowały się do serii finałowej lub półfinału w poprzednim sezonie) i koszyk C (mistrz NPL oraz 21 kluby z NPL i niższych lig stanowych). Drużyny z koszyka C stworzyły pary tylko z zespołami z koszyka A lub C, natomiast drużyny z koszka B zagrały między sobą. W kolejnych etapach turnieju (od 1/8 finału) drużyny zostały przydzielone do 2 koszyków: koszyk A (kluby z A-League) i koszyk B (kluby z NPL i niższych lig stanowych). Drużyny z koszyka A i B utworzyły poszczególne pary w każdej z faz turnieju.

## Uczestnicy
| A-League | National Premier Leagues i niższe ligi stanowe | National Premier Leagues i niższe ligi stanowe |
| 10 drużyn | 22 drużyny | 22 drużyny |
| - Adelaide United - Brisbane Roar - Central Coast Mariners - Melbourne City FC - Melbourne Victory FC - Newcastle United Jets - Perth Glory FC - Sydney FC - Wellington Phoenix FC - Western Sydney Wanderers FC | - Balmain Tigers FC (FNSW) - Blacktown City FC (FNSW) - Rockdale City Suns FC (FNSW) - Sydney Olympic (FNSW) - Sydney United 58 FC (FNSW) - Heidelberg United (FFV) - Hume City FC (FFV) - Oakleigh Cannons FC (FFV) - South Melbourne FC (FFV) - Perth SC (FW) - Sorrento FC (FW) | - Brisbane Strikers (FQ) - Far North Queensland FC (FQ) - Palm Beach SC (FQ) - Queensland Lions FC (FQ) - Broadmeadow Magic FC (NNSWF) - Edgeworth FC (NNSWF) - North Eastern MetroStars SC (NPL, FFSA) - Croydon Kings (FFSA) - Gungahlin United FC (CF) - South Hobart FC (FFT) - Darwin Olympic SC (FFNT) |

Objaśnienia: 
1. FNSW – Football NSW;
2. FFV – Football Federation Victoria;
3. FQ – Football Queensland;
4. NNSWF – Northern NSW Football;
5. FW – Football West;
6. FFSA – Football Federation South Australia;
7. CF – Capital Football;
8. FFT – Football Federation Tasmania;
9. FFNT – Football Federation Northern Territory;
10. NPL – mistrz National Premier Leagues.

## Terminarz
| Runda                | Data losowania   | Data spotkań                           |
| -------------------- | ---------------- | -------------------------------------- |
| Runda kwalifikacyjna | –                | 14 lutego – 28 czerwca 2015            |
| 1/16 finału          | 1 lipca 2015     | 29 lipca – 11 sierpnia 2015            |
| 1/8 finału           | 12 sierpnia 2015 | 26 lipca – 1 września 2015             |
| Ćwierćfinał          | 1 września       | 22 września – 29 września 2015         |
| Półfinał             | 29 września 2015 | 21 października – 28 października 2015 |
| Finał                | 29 września 2015 | 7 listopada 2015                       |

## Koszyki
Drużyny, które awansowały do 1/16 FFA Cup zostały podzielone na trzy koszyki: A, B i C. Do koszyka A zostały przydzielone 4 zespoły z A-League, które awansowały do półfinału w serii finałowej w sezonie 2014/2015. W koszyku B znalazło się 6 zespołów, które nie zakwalifikowały się do serii finałowej lub półfinału w sezonie 2014/2015. Do koszyka C przypisano mistrza NPL z sezonu 2014 i 21 zespołów, które awansowały do 1/16 finału FFA Cup poprzez kwalifikacje stanowe. 
| Koszyk A                                                                 | Koszyk B | Koszyk C | Koszyk C | Koszyk C |
| - Adelaide United - Melbourne City FC - Melbourne Victory FC - Sydney FC | - Brisbane Roar - Central Coast Mariners - Newcastle United Jets - Perth Glory FC - Wellington Phoenix FC - Western Sydney Wanderers FC | - Balmain Tigers FC - Blacktown City FC - Brisbane Strikers - Broadmeadow Magic FC - Croydon Kings - Darwin Olympic SC - Edgeworth FC | - Far North Queensland FC - Gungahlin United FC - Heidelberg United - Hume City FC - North Eastern MetroStars SC - Oakleigh Cannons FC - Palm Beach SC | - Perth SC - Queensland Lions FC - Rockdale City Suns FC - Sorrento FC - Sydney Olympic - South Hobart FC - South Melbourne FC - Sydney United 58 FC |

Od 1/8 finału drużyny zostały podzielone na dwa koszyki: A i B. W koszyku A znalazły się zespołu z A-League, które zapewniły sobie awans w poprzedniej rundzie. Do koszyka B przydzielono drużyny z niższych lig, które wywalczyły awans w poprzedniej rundzie. Drużyny z koszyka A i B utworzyły poszczególne pary w każdej z pozostałej faz turnieju.
| Koszyk A | Koszyk B | Koszyk B | Koszyk B |
| - Adelaide United (ćwierćfinał) - Melbourne City FC (półfinał) - Melbourne Victory FC (finał) - Perth Glory FC (finał) - Sydney FC (1/8 finału) - Wellington Phoenix FC (1/8 finału) - Western Sydney Wanderers FC (ćwierćfinał) | - Heidelberg United (ćwierćfinał) - Hume City FC (półfinał) - North Eastern MetroStars SC (1/8 finału) - Oakleigh Cannons FC (ćwierćfinał) - Palm Beach SC (1/8 finału) | - Queensland Lions FC (1/8 finału) - Rockdale City Suns FC (1/8 finału) - Sydney Olympic (1/8 finału) - Sydney United 58 FC (1/8 finału) |          |

Uwagi: w nawiasach podano ostatnią rundę do której dany zespół był losowany.

## Rozgrywki

### 1/16 finału
| 29 lipca 2015 19:30 (UTC+10:00)                                             | Palm Beach SC · Matk k. 38' | 1 – 1 (dog.) k. 8:7Raport                                                                      | South Melbourne FC · 34' Lujic | Robina Stadium, Gold Coast Widzów: 1 638 Sędzia: Nathan MacDonald |
|                                                                             |                             |                                                                                                |                                |                                                                   |
|                                                                             |                             | Rzuty karne                                                                                    |                                |                                                                   |
| Reus · Vazquez · Boxell · Riis · Hofmann · Mirkovic · Jones · Rees · Endean |                             | Hatzikostas · Norton · Minopoulos · Epifano · Barker-Daish · Lujic · Kecojevic · Bevin · Eagar |                                |                                                                   |

| 29 lipca 2015 19:30 (UTC+10:00) | Broadmeadow Magic FC · Pettit 72' | 1 – 3Raport | Heidelberg United · 22' Petrie · 25' Sheppard · 38' Heffernan | Wanderers Oval, Newcastle Widzów: 1 342 Sędzia: Chris Young |
|                                 |                                   |             |                                                               |                                                             |

| 29 lipca 2015 19:30 (UTC+10:00) | Blacktown City FC · Antelmi 35' | 1 – 2Raport | North Eastern MetroStars SC · 60' Negus · 76' Callisto | Gabbie Stadium, Sydney Widzów: 875 Sędzia: David Bruce |
|                                 |                                 |             |                                                        |                                                        |

| 29 lipca 2015 19:30 (UTC+10:00) | Hume City FC · Hegarty 3' · Shroen 90', 105' · Henslee sam. 120' | 4 – 3 (dog.)Raport | Brisbane Strikers · 23' Henslee · 89', 103' Coulson | John Ilhan Memorial Reserve, Melbourne Widzów: 853 Sędzia: Jonathan Barreiro |
|                                 |                                                                  |                    |                                                     |                                                                              |

| 4 sierpnia 2015 19:30 (UTC+10:00) | Balmain Tigers FC | 0 – 6Raport | Melbourne Victory FC · 11' Berisha · 41' Pain · 56' Barbarouses · 58' Georgievski · 70' Howard · 84' Ben Khalfallah | Leichhardt Oval, Sydney Widzów: 4 849 Sędzia: Steve Lucas |
|                                   |                   |             | |                                                           |

| 4 sierpnia 2015 19:30 (UTC+10:00) | Gungahlin United FC | 0 – 1Raport | Sydney Olympic · 83' M. Gaitatzis | Gungahlin Enclosed Oval, Canberra Widzów: 1 603 Sędzia: Rebecca Durcau |
|                                   |                     |             |                                   |                                                                        |

| 4 sierpnia 2015 19:30 (UTC+10:00)  | Sydney United 58 FC · Nikas 58', 71' · Triantis 80' | 3 – 3 (dog.) k. 3:1Raport     | South Hobart FC · 27' Hunt · 48' Mann · 86' Hess | Sydney United Sports Centre, Sydney Widzów: 350 Sędzia: Luke Withell |
|                                    |                                                     |                               |                                                  |                                                                      |
|                                    |                                                     | Rzuty karne                   |                                                  |                                                                      |
| Tomelic · Nikas · Paric · Triantis |                                                     | Mann · Lewis · Schmidt · Kemp |                                                  |                                                                      |

| 4 sierpnia 2015 19:30 (UTC+10:00) | Edgeworth FC · Hammel k. 26' | 1 – 2Raport | Melbourne City FC · 35', 90' Mooy | Wanderers Oval, Newcastle Widzów: 2 430 Sędzia: Kris Griffiths-Jones |
|                                   |                              |             |                                   |                                                                      |

| 5 sierpnia 2015 20:30 (UTC+10:00) | Sorrento FC | 0 – 2Raport | Sydney FC · k. 3' Smeltz · 75' Burgess | Perth Oval, Perth Widzów: 3 485 Sędzia: Adam Fielding |
|                                   |             |             |                                        |                                                       |

| 5 sierpnia 2015 20:30 (UTC+10:00) | Darwin Olympic SC · M. Tsounias 19' | 1 – 6Raport | Adelaide United · k. 18' Carrusca · 38', 39' Jeggo · 78' Cirio · 80' Babalj · 81' Sánchez | Darwin Football Stadium, Darwin Widzów: 3 175 Sędzia: Lucien Laverdure |
|                                   |                                     |             |                                                                                           |                                                                        |

| 5 sierpnia 2015 20:30 (UTC+10:00) | Croydon Kings · Klimek 67' | 1 – 2Raport | Queensland Lions FC · 14' Khan · k. 48' Bonotto | Artificial Pitch Football Centre, Adelaide Widzów: 980 Sędzia: Daniel Elder |
|                                   |                            |             |                                                 |                                                                             |

| 5 sierpnia 2015 20:30 (UTC+10:00) | Rockdale City Suns FC · Alameddine 21' · Macallister 44' · Jesic 58' | 3 – 1Raport | Perth SC · 71' Keltie | Ilinden Sports Centre, Sydney Widzów: 1 857 Sędzia: Katie Patterson |
|                                   |                                                                      |             |                       |                                                                     |

| 11 sierpnia 2015 19:30 (UTC+10:00) | Western Sydney Wanderers FC · Mebrahtu 69' | 1 – 0Raport | Brisbane Roar | Penrith Stadium, Sydney Widzów: 6 028 Sędzia: Kris Griffiths-Jones |
|                                    |                                            |             |               |                                                                    |

| 11 sierpnia 2015 19:30 (UTC+10:00)                  | Newcastle United Jets · Carney 24' · Haliti 115' | 2 – 2 (dog.) k. 3:4Raport                                  | Perth Glory FC · 87' Sidnei · 92' Marinković | Wanderers Oval, Newcastle Widzów: 2 563 Sędzia: Shaun Evans |
|                                                     |                                                  |                                                            |                                              |                                                             |
|                                                     |                                                  | Rzuty karne                                                |                                              |                                                             |
| Haliti · Poljak · Lee · Carney · Hoffman · Alivodić |                                                  | Marinković · Valentini · Harold · Golec · Djulbic · Sándor |                                              |                                                             |

| 11 sierpnia 2015 19:30 (UTC+10:00) | Central Coast Mariners | 0 – 1Raport | Wellington Phoenix FC · 18' Appiah | Central Coast Stadium, Gosford Widzów: 6 111 Sędzia: Steve Lucas |
|                                    |                        |             |                                    |                                                                  |

| 11 sierpnia 2015 19:30 (UTC+10:00)                | Oakleigh Cannons FC · Piemonte 93' | 1 – 1 (dog.) k. 5:4Raport                          | Far North Queensland FC · 119' Gosling | Jack Edwards Reserve, Melbourne Widzów: 711 Sędzia: Patrick Chaplin |
|                                                   |                                    |                                                    |                                        |                                                                     |
|                                                   |                                    | Rzuty karne                                        |                                        |                                                                     |
| Bosnjak · Pavlovic · Rooney · Piemonte · L. Honos |                                    | O'Hare · Maffey-Stumpe · Gosling · Price · Carroll |                                        |                                                                     |

### 1/8 finału
| 26 sierpnia 2015 19:30 (UTC+10:00) | Adelaide United · Sánchez 41' · McGowan 114' | 2 – 1 (dog.)Raport | Sydney FC · 16' Grant | Hindmarsh Stadium, Adelaide Widzów: 5 066 Sędzia: Shaun Evans |
|                                    |                                              |                    |                       |                                                               |

| 26 sierpnia 2015 19:30 (UTC+10:00) | Melbourne City FC · Mooy k. 18' · Novillo 20' · Fornaroli k. 32' · Koren 40' · Dekker 49' | 5 – 1Raport | Wellington Phoenix FC · k. 34' Krishna | AAMI Park, Melbourne Widzów: 4 027 Sędzia: Lucien Laverdure |
|                                    |                                                                                           |             |                                        |                                                             |

| 26 sierpnia 2015 19:30 (UTC+10:00) | Heidelberg United · Heffernan 1' · Athiu 88' | 2 – 0Raport | Sydney United 58 FC | Olympic Village, Melbourne Widzów: 2 270 Sędzia: Patrick Chaplin |
|                                    |                                              |             |                     |                                                                  |

| 26 sierpnia 2015 19:30 (UTC+10:00) | Queensland Lions FC | 0 – 1 (dog.)Raport | Perth Glory FC · 116' Harold | Perry Park, Brisbane Widzów: 2 550 Sędzia: Peter Green |
|                                    |                     |                    |                              |                                                        |

| 1 września 2015 19:30 (UTC+10:00) | Rockdale City Suns FC · Jesic k. 54' · Broxham sam. 87' | 2 – 3Raport | Melbourne Victory FC · 45', 66' Makarounas · 50' Berisha | Jubilee Oval, Sydney Widzów: 4 165 Sędzia: Katie Patterson |
|                                   |                                                         |             |                                                          |                                                            |

| 1 września 2015 19:30 (UTC+10:00) | Palm Beach SC | 0 – 2Raport | Western Sydney Wanderers FC · 29' Delgado · 87' Hamill | Robina Stadium, Gold Coast Widzów: 1 794 Sędzia: Alan Milliner |
|                                   |               |             |                                                        |                                                                |

| 1 września 2015 19:30 (UTC+10:00) | North Eastern MetroStars SC | 0 – 1Raport | Oakleigh Cannons FC · 67' Pavlović | Artificial Pitch Football Centre, Adelaide Widzów: 1 218 Sędzia: Rick Schneider |
|                                   |                             |             |                                    |                                                                                 |

| 1 września 2015 19:30 (UTC+10:00) | Hume City FC · Clark 35' · Schroen 43' · Markelis 83' | 3 – 1Raport | Sydney Olympic · 64' Hatzimouratis | John Ilhan Memorial Reserve, Melbourne Widzów: 1 624 Sędzia: Jonathan Barreiro |
|                                   |                                                       |             |                                    |                                                                                |

### Ćwierćfinały
| 22 września 2015 19:30 (UTC+10:00) | Melbourne Victory FC · Finkler 10' · Barbarouses 45' · Berisha k. 82' | 3 – 1Raport | Adelaide United · k. 78' Carrusca | AAMI Park, Melbourne Widzów: 10 521 Sędzia: Peter Green |
|                                    |                                                                       |             |                                   |                                                         |

| 22 września 2015 19:30 (UTC+10:00) | Hume City FC · Markelis 17', 84' · Schroen 118' | 3 – 2 (dog.)Raport | Oakleigh Cannons FC · 3' Rooney · 34' Piemonte | John Ilhan Memorial Reserve, Melbourne Widzów: 1 504 Sędzia: Adam Fielding |
|                                    |                                                 |                    |                                                |                                                                            |

| 29 września 2015 20:00 (UTC+10:00) | Heidelberg United | 0 – 5Raport | Melbourne City FC · 2', 90' Fornaroli · 65', 69', 84' Mooy | Olympic Village, Melbourne Widzów: 11 372 Sędzia: Strebre Delovski |
|                                    |                   |             |                                                            |                                                                    |

| 29 września 2015 20:30 (UTC+10:00)   | Perth Glory FC · Marinković 61' | 1 – 1 (dog.) k. 4:2Raport                 | Western Sydney Wanderers FC · 41' Delgado | Dorrien Gardens, Perth Widzów: 3 003 Sędzia: Stephen Lucas |
|                                      |                                 |                                           |                                           |                                                            |
|                                      |                                 | Rzuty karne                               |                                           |                                                            |
| Marinković · Golec · Sidnei · Garcia |                                 | Vidošić · Piovaccari · Mayoral · Jamieson |                                           |                                                            |

### Półfinały
| 21 października 2015 21:30 (UTC+11:00) | Perth Glory FC · Sándor 24' · Garuccio 45' · Harold 72' | 3 – 1Raport | Melbourne City FC · 43' Millar | Perth Oval, Perth Widzów: 4 165 Sędzia: Shaun Evans |
|                                        |                                                         |             |                                |                                                     |

| 28 października 2015 19:30 (UTC+11:00) | Hume City FC | 0 – 3Raport | Melbourne Victory FC · k. 41' Berisha · 89' Barbarouses · 90' Geria | AAMI Park, Melbourne Widzów: 6 575 Sędzia: Ben Williams |
|                                        |              |             |                                                                     |                                                         |

### Finał
| 7 listopada 2015 19:30 (UTC+11:00) | Melbourne Victory FC · Bozanić 35' · Berisha 42'             | 2 – 0Raport | Perth Glory FC                     | AAMI Park, Melbourne Widzów: 15 098 Sędzia: Ben Williams |
|                                    | kartki: · Broxham 33' · Ben Khalfallah 40' · Valeri 77', 86' |             | kartki: · 15' Djulbic · 55' Sidnei |                                                          |

|  |  |

| MELBOURNE VICTORY FC                                                            |    |                      |       |
|                                                                                 |    |                      |       |
| GK                                                                              | 1  | Danny Vukovic        |       |
| RB                                                                              | 2  | Jason Geria          |       |
| CB                                                                              | 6  | Leigh Broxham        |       |
| CB                                                                              | 17 | Matthieu Delpierre   |       |
| LB                                                                              | 5  | Daniel Georgievski   |       |
| RM                                                                              | 21 | Carl Valeri (k)      |       |
| CM                                                                              | 7  | Guilherme Finkler    | 84'   |
| LM                                                                              | 13 | Oliver Bozanic       |       |
| RF                                                                              | 9  | Kosta Barbarouses    |       |
| CF                                                                              | 8  | Besart Berisha       | 88'   |
| LF                                                                              | 14 | Fahid Ben Khalfallah | 90+2' |
| Rezerwowi:                                                                      |    |                      |       |
| GK                                                                              | 20 | Lawrence Thomas      |       |
| DF                                                                              | 24 | Thomas Deng          | 88'   |
| MF                                                                              | 16 | Rashid Mahazi        | 84'   |
| MF                                                                              | 22 | Jesse Makarounas     |       |
| FW                                                                              | 11 | Connor Pain          | 90+2' |
| Trener:                                                                         |    |                      |       |
| Kevin Muscat Sędzia: Ben Williams Sędziowie liniowi: Luke Brennan i Brad Hobson |    |                      |       |

| PERTH GLORY FC |    |                    |     |
|                |    |                    |     |
| GK             | 1  | Ante Covic         |     |
| RB             | 19 | Joshua Risdon      |     |
| CB             | 6  | Dino Djulbic       |     |
| CB             | 23 | Michael Thwaite    |     |
| LB             | 3  | Marc Warren        | 86' |
| RM             | 10 | Nebojša Marinković |     |
| CM             | 13 | Diogo Ferreira     |     |
| LM             | 15 | Hagi Gligor        | 61' |
| RF             | 11 | Richard Garcia (k) |     |
| CF             | 16 | Sidnei             | 74' |
| LF             | 17 | Diego Castro       |     |
| Rezerwowi:     |    |                    |     |
| GK             | 12 | Jerrad Tyson       |     |
| DF             | 2  | Alex Grant         | 74' |
| DF             | 5  | Antony Golec       | 86' |
| FW             | 20 | Guyon Fernandez    | 61' |
| FW             | 21 | Stefan Valentini   |     |
| Trener:        |    |                    |     |
| Kenny Lowe     |    |                    |     |

| Zdobywca FFA Cup 2015                    |
| ---------------------------------------- |
| Melbourne Victory FC 1. tytuł w historii |